# Agencia Estatal de Meteorología
La Agencia Estatal de Meteorología (Aemet) es un organismo público español cuyo objetivo básico es la prestación de servicios meteorológicos que sean competencia del Estado. Fue creado en 1887 como Instituto Central Meteorológico, llamado desde 1978 Instituto Nacional de Meteorología y desde 2008 Agencia Estatal de Meteorología. Se encuentra adscrito al Ministerio para la Transición Ecológica a través de la Secretaría de Estado de Medio Ambiente.
Según el Estatuto de 2008, tiene personalidad jurídica pública, patrimonio y tesorería propios, y autonomía de gestión dentro de los límites establecidos por la Ley de Agencias Estatales. Además de ejercer la autoridad meteorológica, representa a España ante los organismos internacionales de meteorología, que fundamentalmente son la Organización Meteorológica Mundial (OMM), la Organización Europea para la Explotación de Satélites Meteorológicos (EUMETSAT), y el Centro Europeo de Previsiones Meteorológicas a Plazo Medio (CEPMPM).

## Historia

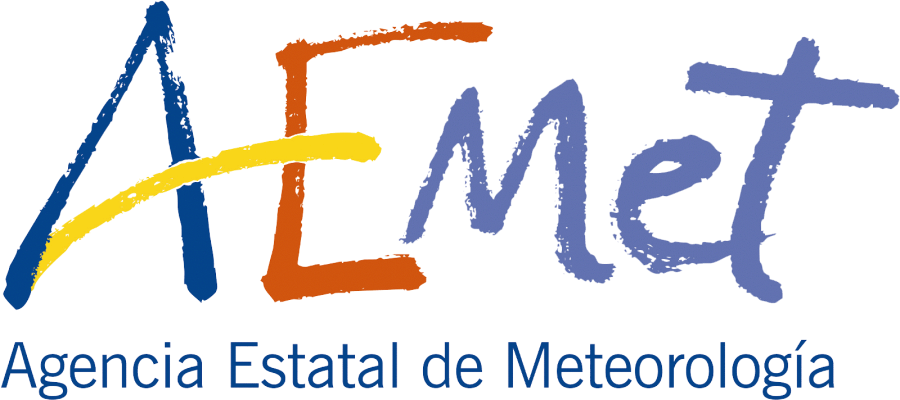
Logotipo de la AEMET entre 2008 y 2025

El Instituto Central Meteorológico se creó por Real Decreto de 12 de agosto de 1887, publicado el 18 de agosto de 1887 en la Gaceta de Madrid, a propuesta del ministro de Fomento, Carlos Navarro Rodrigo, perteneciente al Partido Liberal. Fue la primera institución dedicada al servicio meteorológico en España. Según se enunciaba en el Decreto de fundación, el Instituto debía ocuparse «especialmente en calcular y anunciar el tiempo probable á los puertos y capitales de provincia, sin perjuicio de los demás trabajos científicos y prácticos que se le encomienden». La creación del Instituto fue promovida e impulsada por Francisco Giner de los Ríos, fundador de la Institución Libre de Enseñanza, en el entorno del pensamiento regeneracionista, que trataba de recuperar el retraso de la Ciencia en España. Se nombró director del mismo al científico Augusto Arcimís, que se mantuvo en el cargo hasta su fallecimiento en 1910. La sede elegida para el Instituto fue el edificio de «el Castillo», en el parque de El Retiro de Madrid.
Bajo diferentes denominaciones y adscripciones orgánicas, esta institución ha venido desempeñando el papel de "Servicio Meteorológico Nacional". Durante la Segunda República, en 1933 pasó a depender de la Dirección General de Aeronáutica del Ministerio de la Guerra. Tras la Guerra civil, en 1940 todos los servicios meteorológicos se unificaron en el renombrado "Servicio Nacional de Meteorología", que estaba adscrito al Ministerio del Aire. La última reestructuración tuvo lugar en 1978, cuando se renombró Instituto Nacional de Meteorología (INM) y pasó a depender del Ministerio de Transportes y Comunicaciones.
La última modificación legal se produjo en 2008, cuando el INM se transformó en Agencia Estatal de Meteorología.
Según el decreto de 2008, anteriormente mencionado, la Dirección General del Instituto Nacional de Meteorología quedó suprimida, pasando a denominarse Agencia Estatal de Meteorología y todos los bienes, derechos y obligaciones así como todo el personal del antiguo Instituto pasaron a ser competencia de la nueva agencia, sucediéndole en todas sus funciones y competencias, quedando suprimidas, igualmente, las siguientes subdirecciones:
- Subdirección General de Sistemas de Observación.
- Subdirección General de Predicción.
- Subdirección General de Climatología y Aplicaciones.
- Subdirección General de Administración y Gestión.

## Sede, delegaciones y observatorios

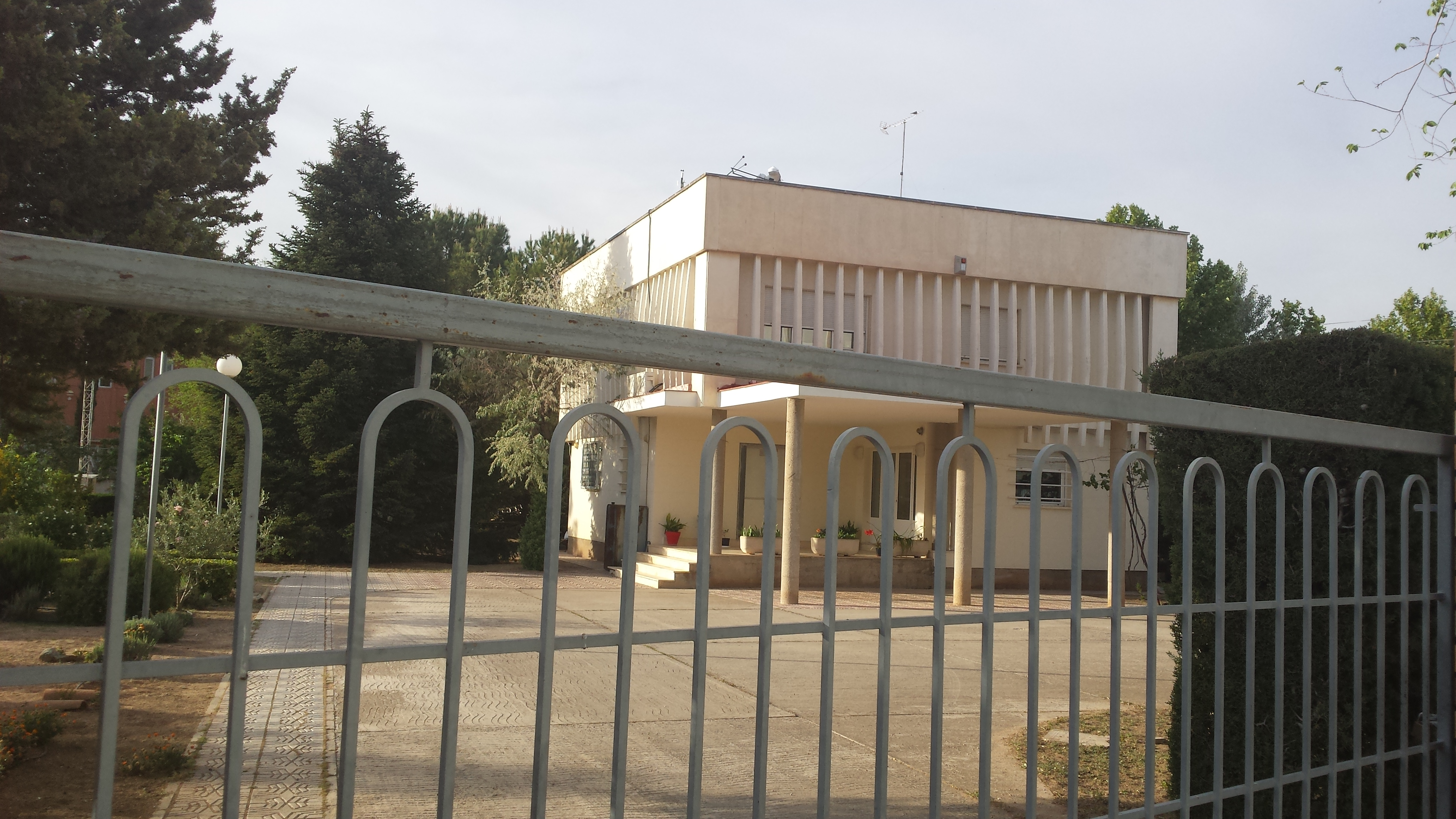
Observatorio de la AEMET en Albacete (España)

La Agencia Estatal de Meteorología tiene su sede institucional en Madrid. Tiene varios Centros Meteorológicos distribuidos por las diferentes comunidades autónomas (Asturias y Cantabria se integran en uno, Madrid y Castilla-La Mancha también, Aragón, La Rioja y Navarra en otro, El País Vasco en otro, Galicia en otro, Extremadura en otro, Baleares en otro, Castilla y León en otro, Murcia en otro, la Comunidad Valenciana en otro, Cataluña en otro, Andalucía Occidental y Ceuta, Andalucía Oriental y Melilla, Canarias Orientales (con sede en Gran Canaria) y Canarias Occidentales (con sede en Tenerife). Existen Oficinas Meteorológicas de Aeropuertos en casi todos los aeropuertos comerciales españoles, y también en las Bases Aéreas del Ejército del Aire. Además, existen observatorios sinópticos repartidos por toda la geografía española.
De conformidad con lo previsto en el artículo 34.1 de la Ley 6/1997, de 14 de abril de Organización y Funcionamiento de la Administración General del Estado, existirá, con la consideración de servicios no integrado, una Delegación de la Agencia Estatal de Meteorología en cada una de las comunidades autónomas, a la que se adscriben, a salvo de las excepciones que pueda establecer el Consejo Rector, las oficinas, observatorios y demás dependencias de la agencia en el respectivo ámbito territorial. Las dependencias de la agencia situadas en las ciudades autónomas de Ceuta y Melilla se adscribirán a la Delegación de la Agencia Estatal de Meteorología en la Comunidad Autónoma de Andalucía. La Agencia Estatal de Meteorología cuenta con un Centro de Investigación Atmosférica en Izaña (Tenerife).

## Competencias y funciones
La Agencia Estatal de Meteorología tiene encomendadas las siguientes competencias y funciones:
- La elaboración, el suministro y la difusión de las informaciones meteorológicas y predicciones de interés general para los ciudadanos en todo el ámbito nacional, tanto terrestre, aérea como marítima, y la emisión de avisos y predicciones de fenómenos meteorológicos que puedan afectar a la seguridad de las personas y a los bienes materiales.
- Información meteorológica así como alertas a los organismos de protección civil que se requiera. Así como información a las Fuerzas Armadas y Cuerpos y Seguridad del Estado.
- La provisión de servicios meteorológicos de apoyo a la navegación aérea y marítima necesarios para contribuir a la seguridad, regularidad y eficiencia del tránsito aéreo y a la seguridad del tráfico marítimo.
- El suministro de la información meteorológica necesaria para las Fuerzas Armadas, la defensa nacional y para las Fuerzas y Cuerpos de Seguridad del Estado, así como la prestación del apoyo meteorológico adecuado para el cumplimiento de sus misiones.
- La prestación a las Administraciones Públicas, en apoyo a las políticas medioambientales de asesoramiento científico en asuntos relacionados con la variabilidad y el cambio climático.
- La prestación a las Administraciones Públicas, instituciones, organismos y entidades públicas y privadas, de asesoramiento y servicios meteorológicos y climatológicos de valor añadido o susceptibles de tenerlo, adaptados a los requerimientos específicos derivados de su sector de actividad, mediante acuerdos, licencias y contratos con los mismos.
- El mantenimiento de una vigilancia continua, eficaz y sostenible de las condiciones meteorológicas, climáticas y de la estructura y composición física y química de la atmósfera sobre el territorio nacional a través de la red de observatorios nacional y del centro de proceso de datos meteorológicos.
- El mantenimiento y permanente actualización del registro histórico de datos meteorológicos y climatológicos.
- El establecimiento, desarrollo, gestión y mantenimiento de las diferentes redes de observación, sistemas e infraestructuras técnicas necesarias para el cumplimiento de las funciones de la agencia.
- La realización de estudios e investigaciones en los campos de las ciencias atmosféricas y el desarrollo de técnicas y aplicaciones que permitan a la agencia el progreso en el conocimiento del tiempo y el clima y una adecuada adaptación al progreso científico y tecnológico, necesario para el ejercicio de sus funciones y para la mejora de sus servicios, así como la colaboración con otros organismos nacionales e internacionales en el desarrollo de proyectos de I+D.
- Sin perjuicio de las competencias del Ministerio de Asuntos Exteriores y Cooperación, la representación del Estado en los organismos internacionales, supranacionales e intergubernamentales relacionados con la observación, la predicción meteorológica y el estudio y la modelización del clima y su evolución, en especial la Organización Meteorológica Mundial (OMM), la Organización Europea para la Explotación de Satélites Meteorológicos (Eumetsat), el Centro Europeo de Predicciones Meteorológicas a Plazo Medio (CEPMPM) y el Grupo para la Observación de la Tierra (GEO).
- Como miembro de Ecomet y Eumetnet, la participación en ambas organizaciones, así como en aquellas otras organizaciones internacionales cuyos miembros sean Servicios Meteorológicos Nacionales y, con carácter general, en proyectos internacionales de cooperación técnica.
- El cumplimiento de los compromisos de España que se deriven de los programas de la OMM o de otros organismos internacionales, especialmente en lo referente al intercambio internacional de datos y productos necesarios para los Servicios Meteorológicos Nacionales de otros países (Programa de la Vigilancia Meteorológica Mundial) y los programas de observación de Eumetnet.
- El ejercicio de actividades en materia de formación, documentación y comunicación en materia meteorológica y climatológica u otras propias de la agencia, para satisfacer las necesidades y exigencias nacionales e internacionales en dichas materias.
- La contribución a la planificación y ejecución de la política del Estado en materia de cooperación internacional al desarrollo en materia de meteorología y climatología, en coordinación con las organizaciones nacionales e internacionales que desarrollan estas actividades.
- La elaboración y actualización de los escenarios de cambio climático.
- La realización, en el ámbito de sus competencias, de trabajos de consultoría, y asistencia técnica.
- El ejercicio de las competencias en materia de recursos humanos y gestión económico financiera y presupuestaria propias de la agencia, de acuerdo con la normativa vigente y lo dispuesto en la Ley 28/2006, en el marco de lo establecido en el contrato de gestión.
- Cualquier otra competencia que le fuera atribuida dentro de su objeto y ámbito de actuación.
- Prestación de servicios meteorológicos a la carta (servicios de pago).

### Competencias del antiguo INM
- Información meteorológica tanto terrestre, aérea como marítima, así como alertas a los organismos de protección civil que se requiera. Así como información a las Fuerzas Armadas y Cuerpos y Seguridad del Estado.
- Mantenimiento de la red de observatorios nacional y del centro de proceso de datos meteorológicos.
- Desarrollo de nuevas tecnologías en observación meteorológica.
- Prestación de servicios meteorológicos a la carta (servicios de pago).

## Servicios

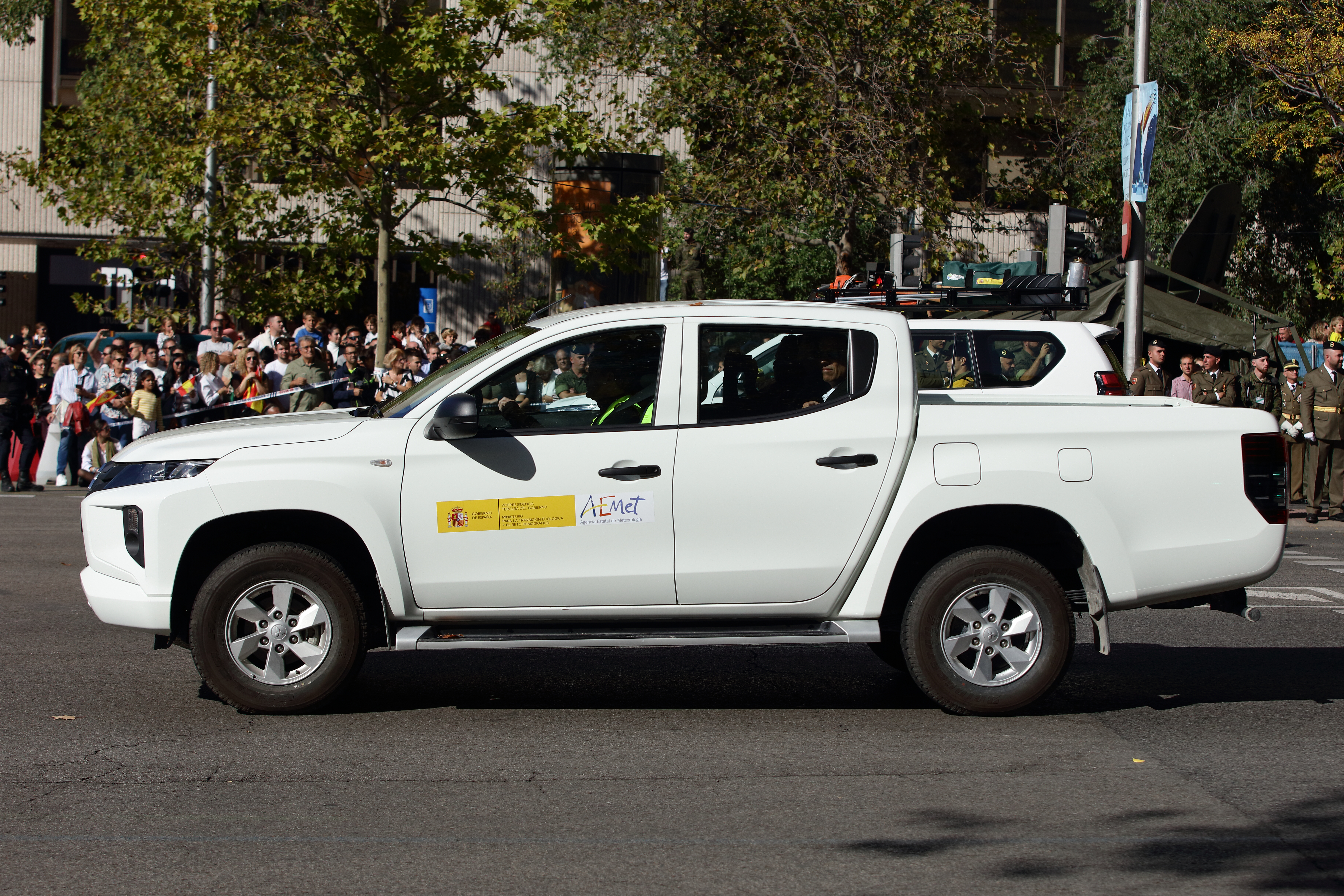
Vehículo de la AEMET en la Fiesta Nacional de España de 2022.

Además de los servicios convencionales de observación meteorológica y climatológica, a continuación se relacionan algunos de los servicios más interesantes de la AEMet.
- Imágenes de satélite y de radar.
- Predicciones.[7]
- Mapa de rayos.
- Radiación ultravioleta.
- Meteorología marítima.
- Información aeronáutica.

## Estructura
La AEMET se estructura mediante:
- El Presidente. Es nombrado y separado por el Consejo de Ministros, a propuesta del Ministro competente. Es el órgano ejecutivo de la Agencia, del cual dependen el resto de órganos administrativos.
  - La Dirección de Producción e Infraestructuras. Gestiona y coordina la actividad operativa de la Agencia.
  - La Dirección de Planificación, Estrategia y Desarrollo Comercial. Esta dirección desarrolla las funciones de análisis estratégico, impulso y coordinación de la elaboración de planes y programas, así como el seguimiento de los mismos y la elaboración de informes de gestión relativos a la actuación de la Agencia.
    - El Centro de Investigación Atmosférica de Izaña (Tenerife). Entre otros comedidos, lleva a cabo desarrollos medioambientales y proyectos de investigación de ámbito internacional.

  - La Dirección de Administración. Es responsable de la gestión de los recursos humanos, económicos, financieros, informáticos, logísticos y materiales.
  - El Departamento de Coordinación de las Delegaciones Territoriales. Es responsable de potenciar en todo el territorio nacional la adecuada interrelación de las actuaciones y servicios que presta la Agencia, la comunicación con las instituciones públicas y privadas y con los usuarios, así como verificar el impulso y la ejecución de la estrategia de la misma.
    - Las Delegaciones Territoriales. Representan institucionalmente a la Agencia y ejercen la interlocución directa con las Administraciones Territoriales de su ámbito respectivo, así como la dirección inmediata de los centros, oficinas y dependencias a ellas asignadas.
- El Consejo Rector. Es el órgano colegiado de gobierno de la Agencia, formado por el presidente y quince Consejeros nombrados en su mayoría por la Administración General del Estado, salvo dos que son escogidos por las organizaciones sindicales más representativas en el ámbito de la Administración del Estado.
  - La Comisión Permanente. Encabezada por el presidente de la AEMET y formada por tres Consejeros, la Comisión Permanente actúa como el órgano de preparación de las reuniones del Consejo Rector.
- La Comisión Científica. Su objetivo es dar asesoramiento y formular propuestas al Consejo Rector y al Presidente. Es presidida por el presidente del Organismo y la componen ocho miembros, entre personal de la Agencia y expertos en los ámbitos de la investigación científica y técnica o de su gestión.

Asimismo, para asegurar el correcto funcionamiento de la Agencia, existe una Comisión de Control que recaba información y se la transmite al Consejo Rector.